# Estación de Moneo
Moneo fue una estación de ferrocarril situada en el municipio español de Medina de Pomar, en la provincia de Burgos, que perteneció al ferrocarril Santander-Mediterráneo. Las instalaciones daban servicio a la localidad de Moneo. En la actualidad se conserva la antigua estación.

## Situación ferroviaria
Las instalaciones se encontraban situadas en el punto kilométrico 333,324 de la línea férrea de ancho ibérico Santander-Mediterráneo, a 565 metros de altitud sobre el nivel del mar.

## Historia
Construida por la Compañía del Ferrocarril Santander-Mediterráneo, la estación entraría en servicio en noviembre de 1930 con la inauguración del tramo Trespaderne-Cidad. En 1941, con la nacionalización de los ferrocarriles de ancho ibérico, las instalaciones pasaron a formar parte de la red de RENFE. En la década de 1960 fue rebajada a la categoría de apeadero. Las instalaciones dejaron de prestar servicio con la clausura al tráfico de la línea Santander-Mediterráneo el 1 de enero de 1985. En la actualidad se conserva el antiguo edificio de viajeros, que ejerce como vivienda. 